# Gierałcice (powiat kluczborski)
Gierałcice (niem. Jeroltschütz) – wieś w Polsce, położona w województwie opolskim, w powiecie kluczborskim, w gminie Wołczyn. 
Od 1950 r. miejscowość należy administracyjnie do województwa opolskiego.
| SIMC    | Nazwa           | Rodzaj     |
| ------- | --------------- | ---------- |
| 0504976 | Dębniak         | przysiółek |
| 0504982 | Gierałcice Małe | przysiółek |

## Historia
Od 1745 r. wieś posiadała pieczęć gminną, na której wizerunku przedstawiono koronę, nad którą  stoi kogut zwrócony w prawą stronę, zza grzbietu koguta wystają cztery  kłosy pszenicy, obok data 1745.

## Zabytki
Do wojewódzkiego rejestru zabytków wpisane są:
- kościół ewangelicki, drewniany, z XVII w.
- zespół dworski, z pocz. XIX w.:
  - Pałac w Gierałcicach
  - oficyna, obecnie „Caritas”
  - spichrz
  - park.